# 大越史記全書

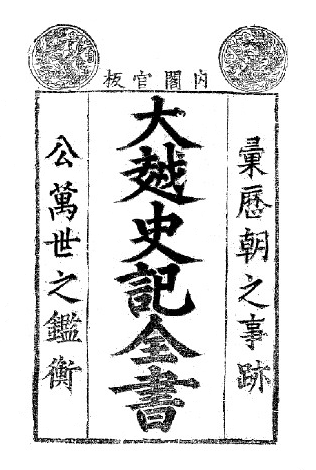
《大越史記全書》封面

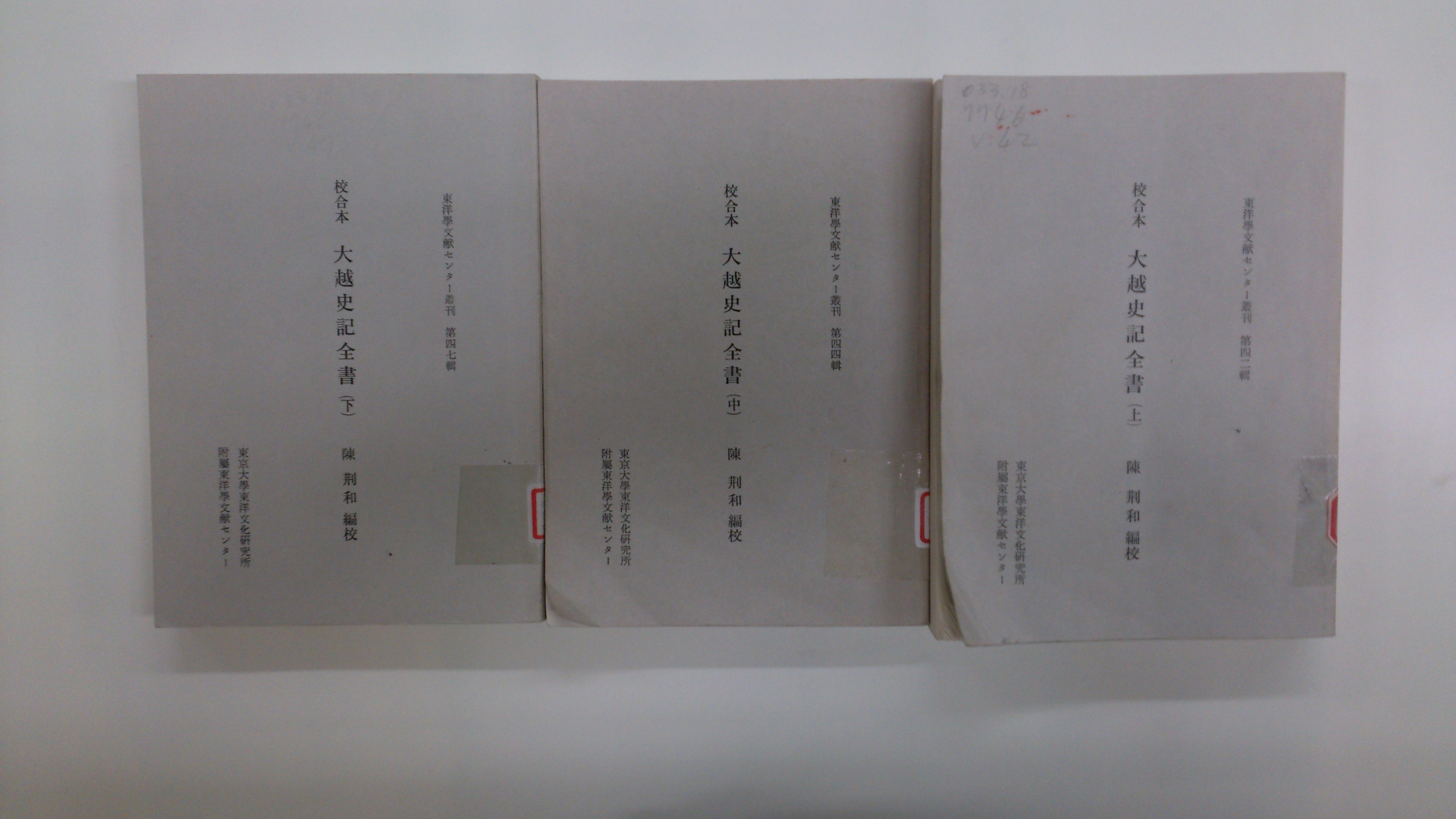
陳荊和主持修訂的校合本

《大越史記全書》（越南语：／）是越南的編年體通史，以古汉语文言文編撰完成，也是研究越南歷史最重要的史書。該書從黎聖宗洪德年間（1470-1497），由吳士連編纂，收錄了自鴻龐氏時代以來的傳說及史實，最後於1797年，由西山朝史官吳時任負責增補至昭統帝昭統三年（1789年）的史事，為全書最後修訂本。

## 修史過程
《大越史記全書》的編纂，可說是繼承了越南人官方修史的傳統。此一傳統，可追溯至陳朝時期黎文休編撰《大越史記》及後黎朝時期潘孚先編纂《大越史記續編》。
至於《大越史記全書》的編修，可以分成四個階段：

### 第一階段
黎聖宗洪德十年（1469年），聖宗皇帝下令吳士連撰修《大越史記全書》，吳士連便是在前人的基礎上，編《大越史記全書》。內容分為外紀五卷，自鴻龐氏至十二使君（公元967年）；本紀十卷，自丁先皇（公元968－979年）至黎太祖（公元1428年），共十五卷。修史的經過，據《大越史記全書·纂修大越史記全書凡例》：「是書之作，本黎文休、潘孚先《大越史記》二書，參以北史、野史、傳志諸本，及所傳授見聞，考校編輯為之。」
至於黎聖宗下令修史的原因，據後黎朝另一位史家范公著說，是「迨聖宗淳皇帝，稟睿智之資，厲英雄之志，拓土開疆，創法定制，尤能留意史籍。乃於洪德十年間，命禮部右侍郎兼國子監司業吳士連，纂修《大越史記全書》」。簡言之，就是黎聖宗銳意「拓土開疆，創法定制」，因而下令修史，從前代中學習。
與黎文休《大越史記》不同，吳士連把越南歷史的起點推前至鴻龐氏、蜀氏時期，將之列入「外紀」當中。對此，中國大陸學者葉少飛、陸小燕分析認為，鴻龐氏及蜀氏兩篇外紀是吳士連採集越地故事傳說集《嶺南摭怪》內容，並借鑑中國史籍《舊唐書》的編纂方法，效法司馬遷《史記·五帝本紀》，以炎帝神農氏為越南國史起源，以「體現越地文明之興」。

### 第二階段
黎玄宗於景治三年（公元1665年），命范公著增加本紀實錄五卷，始自黎太祖（公元1428年），至莫氏篡位（公元1532年）；另外又增本紀續編三卷，自黎莊宗（公元1533年）至黎神宗（公元1662年）。
黎玄宗這次下令修史的背景，據范公著說，是皇帝「深知夫史乃正當時之名分，示來世之勸懲。」當時鄭氏把持統治大權，皇帝明白到「夫史乃正當時之名分」，便借助修史來強調黎氏王朝的正統性。

### 第三階段
黎熙宗正和十八年（公元1697年），黎僖增補本紀續編一卷，內容從黎玄宗至黎嘉宗德元二年（公元1662－1675年），共十三年事。這亦是最後一次修訂本。
這修史的時候，整個黎氏朝廷上下，已對鄭主握有大權的事實，毫無多大的異議。在黎僖等所呈上的《大越史記續編序》中，提到皇帝與鄭主「贊襄治化，振作文風，深惟史記之中，明是非而公好惡，森乎華袞斧鉞之榮嚴，寔為萬世衡鑑。乃於事幾之暇，特命臣等訂考舊史，訛者正之，純者錄之。……又蒐獵舊跡，參諸野史，類編自玄宗穆皇帝景治之初年，至嘉宗美皇帝德元之二年，凡十有三載之事實。」

### 第四阶段
自从黎僖追加本紀續編一卷之後，後黎朝國史館再未進呈新續的本紀卷目。但是後黎朝及其以後的西山朝都未停止本紀的續編工作，只是皆未進行刻印。
景興二十八年（1767年），黎顯宗以文官阮俨、阮伯璘为總裁，續修永治元年以來的國史，俟進呈之後刻印頒行，但未能如願。景興三十六年（1775年），黎顯宗再次命阮俒、黎貴惇、武檰為總裁，續編自永治元年（1676年）以來的百年歷史。但直至後黎朝滅亡，都未能進呈付刻，僅有抄本存世。
牛軍凱根據現存的諸多續編抄本的時間節點，認為景興三十四年（1773年）可能是景興三十六年（1775年）阮俒等人續修國史的時間下限，景興三十四年之後的內容是西山朝時期的史官完成的。越南學者根據續編中沒有對西山朝侮辱性的貶低稱呼，也認為後期的續編是由西山朝史官吳時任于1797年主筆完成的。

## 流传情况
正和十八年（1697年），後黎朝第一次刊刻完整的《大越史記全書》，其中包括外紀五卷，本紀十卷，實錄五卷，續編四卷，共二十四卷。史稱“內閣官板”或“內閣官本”，是《大越史記全書》最早的刻本。
西山朝时期，史官吴時任刊刻了其父吴時仕編修的《大越史記前編》，自鴻庞氏至黎太宗立國，史称“北城學堂本”。阮朝嗣德年間，國子監依據内阁官板進行翻刻，是為“國子監本”。
日本明治十七年（1884年），日本學者引田利章在東京埴山堂主持刊印了《大越史記全書》，時間下限依然是德元二年（1675年），俗稱“引田利章本”。
1986年，陳荊和在日本東京主持點校《大越史記全書》，並刊印出版，俗稱“陳荊和校合本”。該點校本在越南漢喃研究院所藏5種續編抄本基礎上，增加了永治元年（1676年）至昭統三年（1789年）的五卷內容。
2013年，西南師範大學出版社和人民出版社聯合進行的《域外漢籍珍本文庫》項目據内阁官本影印出版，列《域外漢籍珍本文庫·第四輯·史部》第二、三冊。2015年12月，該項目又出版了標點校勘本《大越史記全書》。該點校本以法國巴黎亞洲學會藏全本越南內閣官本為底本，參考了西山朝景盛八年的北城學堂本、阮朝嗣德年間的國子監本、陳荊和校合本及其他相關版本。永治元年（1676年）以後的續編部分，則利用越南、法國等地新發現的资料，在陳荊和校合本的基礎上，进行了深入整理。

### 引用
1. ↑  《大越史記全書·纂修大越史記全書凡例》，第67頁。
2. ↑  《大越史記全書·大越史記續編書》，第59頁。
3. ↑  葉少飛、陸小燕《<大越史記全書·鴻龐紀·蜀紀>析論》，收錄於張伯偉主編《域外漢籍研究集刊》第八輯，北京中華書局，244─245頁。
4. ↑  《大越史記全書·大越史記續編書》，第60頁。
5. ↑  《大越史記全書·大越史記續編序》，第61頁。
6. ↑  《黎皇朝紀·大越史記續編》：命文官阮俨、阮伯璘为总裁，阮倌、陶春兰、武檰、黎贵惇、潘惟藩、武辉珽、阮廉、陶辉典等为纂修，撰述国史。自永治丙辰( 1676) 以后，编成进览，仍颁续刻，以完大典。事竟不果。
7. ↑  牛軍凱.《<大越史記全書>“續編”初探》.《南洋問題研究》.2015年第三期:82-90頁。

## 外部連結
- （越南文）（中文）.   [2014-03-19]. （原始内容存档于2012-05-17）.
- （中文）.   [2007-06-21]. （原始内容存档于2007-07-03）.
- （日語）.   [2008-10-09]. （原始内容存档于2020-12-06）.
- （越南文）.   [2020-09-19]. （原始内容存档于2020-12-06）.